# Гребо
Гребо е името на британска субкултура, възникнала в края на 1980-те и началото на 1990-те години, основно в английския регион Мидландс.
Важни групи от тази сцена са Поп Уил Ийт Итселф (които имат песни като Oh Grebo I Think I Love You и Grebo Guru), Уондър Стъф, Недс Атомик Дъстбин, Картър Ю Ес Ем и лестърските групи Крейзихед, Бом Парти, Хънтърс Клъб, Скъм Пъпс и Гей Байкърс Он Ейсид.
Терминът се използва при описанията на Джийзъс Джоунс, който има успех както във Великобритания, така и в САЩ. Музикалните стилове на групите са смес от гаражен рок, по-алтернативните форми на рок, поп, хип-хоп и електронна музика. Музикалният жанр намира почитатели сред любителите на по-ранните пост-пънк корени на готик рока като Мик Мърсър, който до края на 80-те променя значително своя облик.
В известен смисъл стилът е творение на музикалната преса, както позитивния пънк; сцена и стил, наречени така от британски списания за инди музика, като например Ню Мюзикъл Експрес и Мелоди Мейкър. Сцената заема периода от края на 80-те и началото на 90-те, преди да бъде изместена от грънджа, бритпопа и други форми на англо-американски алтернативен рок.
|  | Тази страница частично или изцяло представлява превод на страницата Grebo в Уикипедия на английски. Оригиналният текст, както и този превод, са защитени от Лиценза „Криейтив Комънс – Признание – Споделяне на споделеното“, а за съдържание, създадено преди юни 2009 година – от Лиценза за свободна документация на ГНУ. Прегледайте историята на редакциите на оригиналната страница, както и на преводната страница, за да видите списъка на съавторите. ВАЖНО: Този шаблон се отнася единствено до авторските права върху съдържанието на статията. Добавянето му не отменя изискването да се посочват конкретни източници на твърденията, които да бъдат благонадеждни. |